# Mireya
Mireya, Mirella o Mireia es un nombre de pila de sexo femenino. Todas estas formas son la adaptación del occitano Mirelha, escrito Mirèio en la grafía provenzal de Frederic Mistral. Este autor dio fama al nombre al escribir el poema 'Mirèio' en 1859, basado en una leyenda provenzal.

## Origen
Mireya proviene de la palabra provenzal Mirèio (con norma mistral) o Mirelha (con norma clásica del occitano). Mistral dice en sus memorias que este nombre lo había escuchado solamente a su abuela y su madre:

Mireya, este nombre afortunado que trae en sí mismo la poesía, tenía que ser fatalmente el de mi heroína, puesto que, desde la cuna lo he escuchado en casa, pero solamente en nuestra casa. Cuando la pobre Nanon, mi abuela materna, quería complacer un poco una de sus hijas decía:

—Es Mireya —decía ella— es la bella Mireya, es Mireya, amores míos.

Y mi madre decía, para complacer a veces a una chica:

—¡Atención! la veis, ¡Mireya, amores míos!

Mas cuando pregunté sobre Mireya, nadie me supo decir nada: una historia perdida, de la cual tan solo existía el nombre de la heroína y un rayo de belleza dentro de una bruma de amor.

## Etimología[2]
La etimología es dudosa. Según algunas fuentes, significaría "meravilha" ("maravilla") en provenzal, y más concretamente, en el habla nativa de Mistral (provenzal rodaniense). Otros autores lo derivan de "mireiya" (que en provenzal significa "mirar" o "admirar"), es decir, "admirable". También se ha dicho que pueda significar "espejo".  Otros autores creen que el nombre proviene del latín Mirella, forma femenina y diminutiva de mirus / mira, "admirable, digno de admiración". También se ha considerado relacionar este nombre con una santa africana del siglo V, santa Mirella.
Sea como fuere, la identificación actual de Mireya como variante de María parece que tiene el origen en el momento del bautismo de la primera Mireya moderna, en 1861: Mirèio Roumieux, ahijada de Fréderic Mistral. Según ciertas fuentes, el sacerdote que tenía que bautizarla se negó en un principio, dado que ese nombre no figuraba en el santoral, a lo que el poeta objetó que Mirèio era la forma provenzal de María o de Míriam. Esta afirmación, falsa pero inverificable para el rector (y más dado el prestigio de quien lo afirmaba), permitió que la niña fuera bautizada como 'Mirèio' y que se consolidara el error a posteridad.

## Difusión
La intensa relación del poeta provenzal con Valencia y la gran aceptación de su obra en el Principado fue una de las causas de la difusión temprana del nombre Mireia. Por otro lado, Charles Gounod también hizo una adaptación de Mireia para su ópera 'Mireille'.

## Versiones en otros idiomas
- inglés: Mirelle
- francés: Mireille[4]
- italiano: Mirella[6] (pronunciado como "L" geminada "L-L", no como elle "LL").
- croata: Mirela[7]
- occitano: Mirelha, Mirèlha o Mirèia[8]
- rumano: Mirela[7]
- castellano: Mireya.[9] Algunos padres castellanohablantes yeístas (que no diferencian el sonido Y del sonido LL) han usado Mirella como variante gráfica de Mireya
- catalán: Mireia
- valenciano: Mireia. En Valencia es un nombre muy habitual. Está en la posición 40 para el total de la población y en la década de 1980 llegó al puesto 6 de los más populares para las niñas que nacían (en los años 1990 pasó al puesto 12 y desde 2000 está en el 17).[2]
- húngaro: Mirella
- euskera: Mireia
- polaco: Mirela

## Fiesta onomástica
A pesar de que el origen de Mireya y el santo correspondiente sean controvertidos, la iglesia católica lo incluye como nombre católico en los santorales, dado el prolongado tiempo en el que ha sido considerado variante de María o Míriam (desde 1861). La celebración onomástica se puede celebrar en cualquiera de las fiestas de la Virgen María, es decir el 15 de agosto o el 12 de septiembre., aunque, como todos los nombres no canónicos, también se puede celebrar el 1 de noviembre, festividad de Todos los Santos.
El  5 de octubre se conmemora a Mirella Solidoro, sierva de Dios italiana en proceso de canonización.

## Personas con este nombre o una de sus variantes

### Versión Mireya
- Mireya Bravo, cantante española.
- Mireya Moscoso, política panameña.
- Mireya Tabuas, escritora y periodista venezolana.

### Versión Mireia
- Mireia Aixalà, actriz.
- Mireia Belmonte (1990), nadadora española.
- Mireia Vilapuig (1997), actriz española.
- Mireia Carbó, cocinera.
- Mireia Barrera, directora de coro catalana.
- Mireia Benavent, cocinera.
- Mireia Conde Mateos, deportista catalana.
- Mireia Mollà y Herrera, política española.
- Mireia Miró y Varela, alpinista española.

### Versión Mirela
- Mirela Cabero, cantante, modelo y actriz española.
- Mirela Maniani, atleta retirada albanesa.

### Versión Mireille
- Mireille Mathieu (1946), cantante francesa.
- Mireille Darc, actriz y modelo francesa.

### Versión Mirella
- Mirella Frene (1935), cantante de ópera italiana.

## Curiosidades
El asteroide 594 Mireille recibió su nombre en honor al escritor Frederic Mistral y particularmente por su obra Mireia.